# Mission: Impossible III
Mission: Impossible III (Alternativtitel: M:i:III) ist ein Agententhriller des Regisseurs J. J. Abrams aus dem Jahr 2006 mit Tom Cruise in der Hauptrolle. Es handelt sich um den dritten Teil innerhalb der Mission-Impossible-Filmreihe und um den Nachfolger von Mission: Impossible II aus dem Jahr 2000. Die Fortsetzung Mission: Impossible – Phantom Protokoll erschien 2011.

## Handlung
Eingangs des Films droht ein Mann dem gefesselten IMF-Agenten Ethan Hunt mit der Erschießung seiner ihm gefesselt und geknebelt gegenüber sitzenden Ehefrau, wenn Hunt ihm nicht endlich das gebe, wonach er verlange. Hunt versucht, ihn davon abzubringen, da er ihm doch genau das gegeben habe, doch der Mann lässt sich nicht davon beeindrucken und erschießt die Frau.
Nach dem darauf folgenden Vorspann springt die Handlung einige Tage zurück.
Um ein ruhigeres Leben mit seiner Verlobten Julia führen zu können, hat Ethan Hunt seine Arbeit beim IMF („Impossible Mission Force“) aufgegeben. Sie glaubt, er arbeite für das Verkehrsministerium. Während ihrer Verlobungsparty erhält Hunt einen Anruf seines früheren Kollegen Musgrave, der ihn um seine Unterstützung bittet. Hunt lehnt zunächst ab, doch nachdem er ein Video mit weiteren Informationen gesehen hat, ändert er seine Meinung, da er nun weiß, dass seine ehemalige Schülerin Lindsey von einem Kriminellen namens Owen Davian entführt worden ist. Er macht sich auf den Weg und trifft sich mit seinen Kollegen Luther, Declan und Zhen, mit denen er Lindsey in Berlin aufspürt. Die Mission scheint erfolgreich zu sein, doch dann explodiert in Lindseys Kopf eine winzige Sprengkapsel – sie ist sofort tot. Hunt ist wegen seiner innigen Freundschaft zu Lindsey entschlossen, sich an Davian zu rächen.
Auf Lindseys Beerdigung erhält Hunt schließlich einen Anruf, durch den er erfährt, dass sie ihm eine Postkarte geschickt hat. Unter deren Briefmarke entdeckt Hunt einen so genannten Mikropunkt, den Lindsey dort versteckt hatte. Die Entschlüsselung der darin enthaltenen geheimen Nachricht schlägt jedoch zunächst fehl.
Bei der IMF werden inzwischen die Festplatten, die in Berlin bei Lindseys Befreiung sichergestellt wurden, überprüft. Dabei können einige E-Mails wiederhergestellt werden, die darauf schließen lassen, dass Davian nur wenig später im Vatikan sein wird. Hunt beschließt kurzerhand, weder Musgrave noch seinen Vorgesetzten Brassel davon in Kenntnis zu setzen. Julia gegenüber, die von seinen Aktivitäten keine Ahnung hat, behauptet er, auf eine Geschäftsreise zu gehen. Sie bemerkt jedoch, dass er sie anlügt, aber er schafft es, sie von seiner Liebe zu ihr zu überzeugen, indem er sie noch am selben Abend im Krankenhaus, in dem sie als Krankenschwester arbeitet, heiratet.
Im Vatikan zieht sich Hunt eine Maske über, die Davian verblüffend ähnlich sieht. Das Team schafft es, Davian gefangen zu nehmen und gegen den verkleideten Hunt auszutauschen. So gelangen sie in den Besitz eines Koffers, den Davian nur kurz zuvor in Empfang genommen hat. Darin finden sich Informationen über ein im Film nie näher erläutertes Objekt mit dem Spitznamen „Hasenpfote“, das Davian für 850 Millionen Dollar verkaufen will. Während des Rückfluges in die USA versucht Hunt, aus Davian Informationen über dieses Objekt zu erpressen, scheitert jedoch. Stattdessen schwört Davian seinerseits blutige Rache. Hunt werde die Tötung seiner Ehefrau mit ansehen müssen, bevor er selbst umgebracht werden würde.
Beim Transport zum IMF-Hauptquartier bekommt Hunt die Möglichkeit, die inzwischen entschlüsselte Videobotschaft zu sehen, die sich auf Lindseys Mikropunkt befand. Darin warnt Lindsey ihn, dass es in den Reihen der IMF einen Verräter gebe, da sie wisse, dass Davian einen Anruf aus Brassels Büro erhalten habe.
Nur kurz darauf wird der ganze Konvoi angegriffen, und in einem spektakulären Einsatz wird Davian befreit. Wenig später erhält Hunt einen Anruf von Davian. Julia sei entführt worden, und Hunt könne sie nur retten, wenn er Davian die „Hasenpfote“ innerhalb von 48 Stunden aus einem Labor in Shanghai besorge. Hunt kann darauf nicht weiter reagieren, da er plötzlich von einem IMF-Team umzingelt ist, das Weisung hat, ihn festzunehmen. Hunt versucht zu fliehen, wird jedoch gefasst und in einen Vernehmungsraum gebracht. Mit Musgrave allein in dem Raum gibt dieser ihm eine geheime Nachricht, indem er nur seine Lippen bewegt. Die Beobachter hinter den Überwachungskameras werden getäuscht, Hunt jedoch kann die Botschaft von seinen Lippen ablesen. Musgrave weiß, dass Davian Julia hat. Er gibt ihm noch weitere Informationen und steckt ihm anschließend ein Messer zu, mit dem sich Hunt kurze Zeit später befreien und fliehen kann.
Hunt fliegt daraufhin unter einer anderen Identität nach Shanghai und trifft dort wieder auf sein Team. Da das Labor, in dem die „Hasenpfote“ aufbewahrt wird, extrem schwer zugänglich ist, schwingt sich Hunt – nur mit einem Seil befestigt – von einem danebenstehenden Gebäude auf das Dach des Labors und kann die „Hasenpfote“ stehlen. Nur fünf Sekunden vor Ablauf der 48 Stunden erreicht er schließlich telefonisch Davian, der ihm einen Treffpunkt mitteilt, wo er allein warten solle. Einige Zeit später fährt ein Auto vor, in dem Hunt eine Flüssigkeit trinken muss, die ihn bewusstlos macht. Als er wieder aufwacht, wird ihm eine Sprengkapsel durch eine Nasenhöhle in den Kopf geschossen, wie es schon bei Lindsey der Fall war. Vor ihm steht Davian, und auf dem Stuhl ihm gegenüber sitzt seine Frau Julia. Beide gefesselt, Julia zusätzlich geknebelt. Die Handlung ist nun bei der Eingangsszene des Films angekommen. Davian behauptet, Hunt habe ihm nicht die richtige „Hasenpfote“ gegeben, was dieser jedoch abstreitet. Nachdem Davian die Frau erschossen hat, verlässt er den Raum. Kurz darauf tritt Musgrave ein, der sagt, er werde ihm alles erklären. Die „Hasenpfote“ solle von Davian an Feinde Amerikas im Nahen Osten verkauft werden, die durch deren Verwendung einen Gegenschlag provozieren würden. Amerika werde daraufhin das tun, was es immer tue: einmarschieren, „aufräumen“ und dann Bauaufträge für neue Infrastruktur übernehmen. Um sich wirklich sicher zu sein, dass Hunt ihnen das richtige Objekt gegeben habe, mussten sie Julias Leben gefährden. Dem erstaunten Hunt beweist er dann jedoch, dass die getötete Frau gar nicht Julia war, sondern Davians Übersetzerin und Sicherheitschefin, die eine Maske trug und nun für ihr Versagen in Rom von Davian hingerichtet wurde.
Als Musgrave per Telefon beweist, dass Julia noch am Leben ist, nutzt Hunt die Gelegenheit und beißt Musgrave in die Hand. Er befreit sich von seinen Fesseln, setzt Musgrave außer Gefecht und schnappt sich dessen Mobiltelefon. Mit der Hilfe von Benji, einem Kollegen seiner Dienststelle, der für ihn den letzten Anruf zurückverfolgt und ihn telefonisch durch die Straßen lotst, kann er Julias Aufenthaltsort ausfindig machen. Doch bevor er sie befreien kann, werden die beiden von Davian überrascht, der die Bombe in Hunts Kopf aktiviert hat, sodass ihm nur noch wenige Minuten bleiben. Es kommt zu einem Kampf, in dessen Verlauf die beiden Männer auf die Straße geraten. Davian wird dabei von einem Fahrzeug erfasst und getötet.
Um die Bombe in seinem Kopf zu entschärfen, benötigt Hunt einen Defibrillator, den er in dem Haus aber nicht findet. Unter Zuhilfenahme von Stromkabeln und diversen anderen Utensilien baut er einen provisorischen Defibrillator und erklärt Julia derweil, wie sie seine Waffe zu bedienen habe. Nachdem sie auf seine Anweisung hin den Strom freigegeben hat, wird die Bombe tatsächlich zerstört – und Hunt bleibt tot liegen. Bevor Julia ihn jedoch wiederbeleben kann, betritt Musgrave mit der „Hasenpfote“ den Raum, und Julia erschießt ihn. Nach der geglückten Wiederbelebung beschließt Hunt, Julia die Wahrheit zu sagen, und erzählt ihr von seiner Arbeit bei der IMF.
Als sie wieder zurück in den Vereinigten Staaten sind und Julia endlich die Kollegen ihres Mannes kennenlernt, nimmt Brassel Hunt beiseite und erzählt ihm, dass das Weiße Haus ihm eine besondere Position angeboten habe. Hunt entgegnet, dass er sich noch nicht entscheiden wolle, sondern zuerst einmal mit Julia in die Flitterwochen gehen werde. Als er Brassel noch fragt, was genau die „Hasenpfote“ nun eigentlich sei, sagt dieser, dass er ihm das erst verraten werde, wenn Hunt verspreche, bei der IMF zu bleiben. Daraufhin wendet sich Hunt zum Gehen und sagt, er werde ihm eine Postkarte aus dem Urlaub schicken. Anschließend verlässt er mit Julia unter dem Lachen und Applaudieren des restlichen Teams das Büro.

## Kritiken
Der Film erhielt überwiegend positive Kritiken und erreichte bei Rotten Tomatoes eine Bewertung von 71 %, basierend auf 222 Kritiken. Bei Metacritic konnte ein Metascore von 66, basierend auf 42 Kritiken, erzielt werden.
James Berardinelli bezeichnete den Film auf ReelViews als einen „billigen Abklatsch“ der Bond-Filme („cheap James Bond rip-off“) mit den üblichen Gadgets, Stunts und Drehorten auf der ganzen Welt. Er bezeichnete den Film weiterhin als „routiniert“, besser als Mission: Impossible, aber schlechter als Mission: Impossible II. Berardinelli kritisierte, im Film sei zu sehr der Schauspieler Tom Cruise und zu wenig der von ihm gespielte Charakter sichtbar. Die Regie von J. J. Abrams bezeichnete er als „technisch kompetent“, aber nicht besonders „aufregend“ („none of it is all that exciting“).
Cinema nannte die „unübersichtlich gefilmten“ Actionsequenzen „spektakulär“, kritisierte jedoch „die unfreiwillig komischen Dialoge, die Abwesenheit auch nur einer einzigen neuen Genre-Idee sowie Tom Cruises klebrige Übermenschen-Attitüde“.
Björn Helbig meinte auf Filmstarts, dass der Film „dank guter, wenn auch mit der Zeit ermüdender Action, spielfreudigen Akteuren [...] und einer gelungenen Mischung aus Härte sowie vereinzeltem Humor ein für Fans der Reihe auf jeden Fall sehenswerter Film geworden“ sei. Jedoch sollten die Macher künftig darauf achten, „dass der Zuschauer durch die Story nicht unterfordert“ werde.
Das Lexikon des internationalen Films schrieb, der Film verfüge „über keine eigenen Ideen und Weiterungen“ und begnüge sich „mit der Erfüllung gehobener Genrestandards“. Er sei „Action pur mit einem aseptischen Helden, dessen Schicksal nicht wirklich nahe“ gehe.

## Hintergrund
- Ursprünglich sollte der Film teilweise im Berliner Reichstagsgebäude gedreht werden, doch lehnte der Ältestenrat des Deutschen Bundestages diesen Wunsch ab. Der Bundestagspräsident Wolfgang Thierse begründete diese Entscheidung mit den Worten: „Der Bundestag ist und bleibt ein besonderer Ort und soll nicht für kommerzielle Zwecke vermarktet werden.“[9] Aufgrund „künstlerischer Differenzen“ mit dem Regisseur Joe Carnahan wechselte Tom Cruise, der auch als Produzent agierte, ihn durch J. J. Abrams kurzerhand aus. Der neue Regisseur hatte kein Interesse an Berlin und wandte sich von den weiteren geplanten Drehorten in Berlin ab.[10]
- Die Dreharbeiten zu Mission: Impossible III begannen am 12. Juli 2005 in Rom und endeten am 29. November 2005 in Shanghai. Sie fanden außerdem in Virginia und in Kalifornien statt.
- Die Produktionskosten wurden mit ca. 150 Millionen US-Dollar angegeben. Am Startwochenende spielte der Film in den USA etwa 47 Millionen Dollar ein, in Deutschland blieb er weit hinter den Erwartungen zurück und löste Spekulationen aus, dass Cruise durch seine Scientology-Mitgliedschaft sowie sein als kindisch betrachtetes Verhalten in Zusammenhang mit der Beziehung zu Katie Holmes die Sympathien des Publikums verloren hätte. Insgesamt war der Film trotzdem mit einem weltweiten Einspielergebnis von fast 400 Millionen US-Dollar ein großer finanzieller Erfolg.[11]
- Am Schluss des Abspanns wird unter „Besondere Danksagung“ eine Hanso Foundation, eine fiktive Stiftung aus der US-Fernsehserie Lost aufgelistet. J. J. Abrams ist der Produzent und Drehbuchautor von Lost.
- Bei seiner Flucht aus dem IMF-Gebäude stößt Hunt einen Stapel Broschüren um. Die Kamera bleibt kurz auf die Flyer fokussiert und man kann erkennen, dass es sich um Informationsbroschüren des Verkehrsministeriums von Virginia (Virginia Department of Transportation) handelt, der Tarnorganisation des IMF.
- In der Szene auf dem Flughafen gibt es eine kleine Hommage an einen anderen Agenten: Im Hintergrund wird Jack Bauer zum Flugsteig 24 gebeten.
- In dem Film wurde das damals noch nicht im Handel erhältliche Mobiltelefon Nokia N92 verwendet.
- Obgleich der Film ab 2005 gedreht wurde, trägt die Postkarte, die Lindsey Farris an Ethan Hunt schickt, einen Stempel der deutschen Bundespost (1994 aufgelöst).
- Der Film lief am 4. Mai 2006 in den deutschen Kinos an.
- Die „Hasenpfote“ stellt den MacGuffin des Films dar. Obwohl sie eine wichtige Rolle für den Verlauf der Handlung spielt, wird nicht bekannt, worum es sich bei ihr eigentlich handelt. Erst im achten Teil der Reihe, The Final Reckoning, wird dem Objekt nachträglich eine Bedeutung verliehen.
- In der originalen englischen Fassung sprechen die Männer der Spezialeinheit, die Davian auf der Brücke befreien, deutsch.
- Die Deutsche Film- und Medienbewertung FBW in Wiesbaden verlieh dem Film das Prädikat „wertvoll“.[12]

## Synchronisation
Die deutsche Synchronbearbeitung entstand bei Berliner Synchron. Das Dialogbuch verfasste Alexander Löwe, Synchronregie führte Frank Schaff.
| Rolle            | Darsteller             | Deutscher Sprecher |
| ---------------- | ---------------------- | ------------------ |
| Ethan Hunt       | Tom Cruise             | Patrick Winczewski |
| Luther Stickell  | Ving Rhames            | Tilo Schmitz       |
| Zhen Lei         | Maggie Q               | Alexandra Wilcke   |
| Declan Gormley   | Jonathan Rhys Meyers   | Norman Matt        |
| Owen Davian      | Philip Seymour Hoffman | Oliver Stritzel    |
| Julia Meade      | Michelle Monaghan      | Gundi Eberhard     |
| John Musgrave    | Billy Crudup           | Peter Flechtner    |
| Theodore Brassel | Laurence Fishburne     | Tom Vogt           |
| Lindsey Farris   | Keri Russell           | Tanja Geke         |
| Benji Dunn       | Simon Pegg             | Tobias Kluckert    |
| Kevin            | Greg Grunberg          | Bernhard Völger    |
| Melissa Meade    | Sasha Alexander        | Bianca Krahl       |
| Rick Meade       | Aaron Paul             | Björn Schalla      |

## Fortsetzungen
Im August 2006 verkündete Paramount Pictures, die Produktionsfirma der Mission-Impossible-Trilogie, dass die Verträge mit Tom Cruise aufgrund seines negativen Verhaltens der letzten Monate nicht verlängert worden seien und man stattdessen auf eine Verpflichtung von Brad Pitt für Mission: Impossible 4 hoffe.
Im Februar 2010 wurde bekannt, dass Tom Cruise nun doch ein weiteres Mal in die Hauptrolle als Ethan Hunt schlüpfte. Produzent war J. J. Abrams. Die Alias-Autoren Josh Applebaum und Andre Nemec schrieben nach einer „sehr coolen“ Idee von Abrams das Drehbuch. Die Regie des vierten Teils der Reihe, der am 15. Dezember 2011 unter dem Titel Mission: Impossible – Ghost Protocol erschien, übernahm Brad Bird. Im deutschsprachigen Raum trägt der Film den Titel Mission: Impossible – Phantom Protokoll. 2015 folgte Mission: Impossible – Rogue Nation, 2018 Mission: Impossible – Fallout und 2023 Mission: Impossible – Dead Reckoning Teil Eins. Der letzte Teil der Reihe wurde 2025 mit Mission: Impossible – The Final Reckoning veröffentlicht.